# Lingua basca
La lingua basca o, più semplicemente, basco, nota anche, ma raramente, come euscara o euschera (nome nativo: euskara [euˈs̺kaɾa]) è una lingua paleoeuropea parlata nel Paese basco, cioè in aree geografiche situate nel nord della Spagna (dette Hegoalde, ossia il Paese basco meridionale o spagnolo, comprendente la regione spagnola della Navarra e la Comunità autonoma dei Paesi Baschi) e nell'estremo sud-ovest della Francia (dette Iparralde, ossia il Paese basco settentrionale o francese,  compreso nel dipartimento dei Pirenei Atlantici).
Questo idioma viene usato in qualità di madrelingua dal 20,3% dei baschi (cioè da circa 537 747 locutori su un totale di 2 648 998 abitanti). Considerando anche i parlanti che lo adottano come seconda lingua, il basco è conosciuto e parlato da 714 136 persone nel Paese basco.
Il basco è una lingua ergativo-assolutiva e in questo si differenzia da tutte le lingue indoeuropee, che presentano un allineamento nominativo-accusativo. L'unica lingua con cui il basco possiede una parentela accertata è l'estinta lingua aquitana. I glottologi, per mezzo della tecnica conosciuta come ricostruzione interna, hanno provato a ricostruire le fasi linguistiche non attestate e una lingua proto-basca, tuttavia, poiché i dati di cui si è attualmente in possesso non hanno ancora consentito di scoprire l'origine di queste due lingue, la loro famiglia linguistica viene considerata isolata e non imparentata con nessun altro gruppo linguistico.
Il lessico basco è costituito per la maggior parte da parole di origine sconosciuta, ma anche da prestiti linguistici provenienti dagli idiomi vicini: annovera parole derivanti dal latino, dallo spagnolo e dal guascone.

## Nomi della lingua o glottonimi
La lingua basca viene denominata euskara (o, nelle molteplici varietà dialettali, euskera, eskuara, ecc...). Si tratta di una lingua caratterizzata da una grandissima varietà dialettale. Per poterla insegnare nelle scuole, i vari dialetti sono stati unificati sotto un insieme di norme linguistiche omogenee e standardizzate, ottenendo in questo modo il basco unificato (euskara batua), che rimane il fondamentale argomento della normalizzazione accademica della lingua. I dialetti biscaglino e suletino sono i più lontani e divergenti dall'euskara batua.
La forma euskera (tratta dal dialetto gipuzkoano) è quella più utilizzata in spagnolo per riferirsi alla lingua. Dalla parola euskara derivano tutti i nomi con i quali i baschi sono conosciuti (ad esempio, euskaldun indica chi parla basco) e con i quali viene riconosciuta la loro terra (ossia la Euskal Herria: Paese basco, lett. "paese della lingua basca").

## Storia

Evoluzione storico-geografica della diffusione delle lingue dell'Europa meridionale occidentale. Si noti la progressiva erosione del basco a favore delle lingue vicine, in particolare dello spagnolo

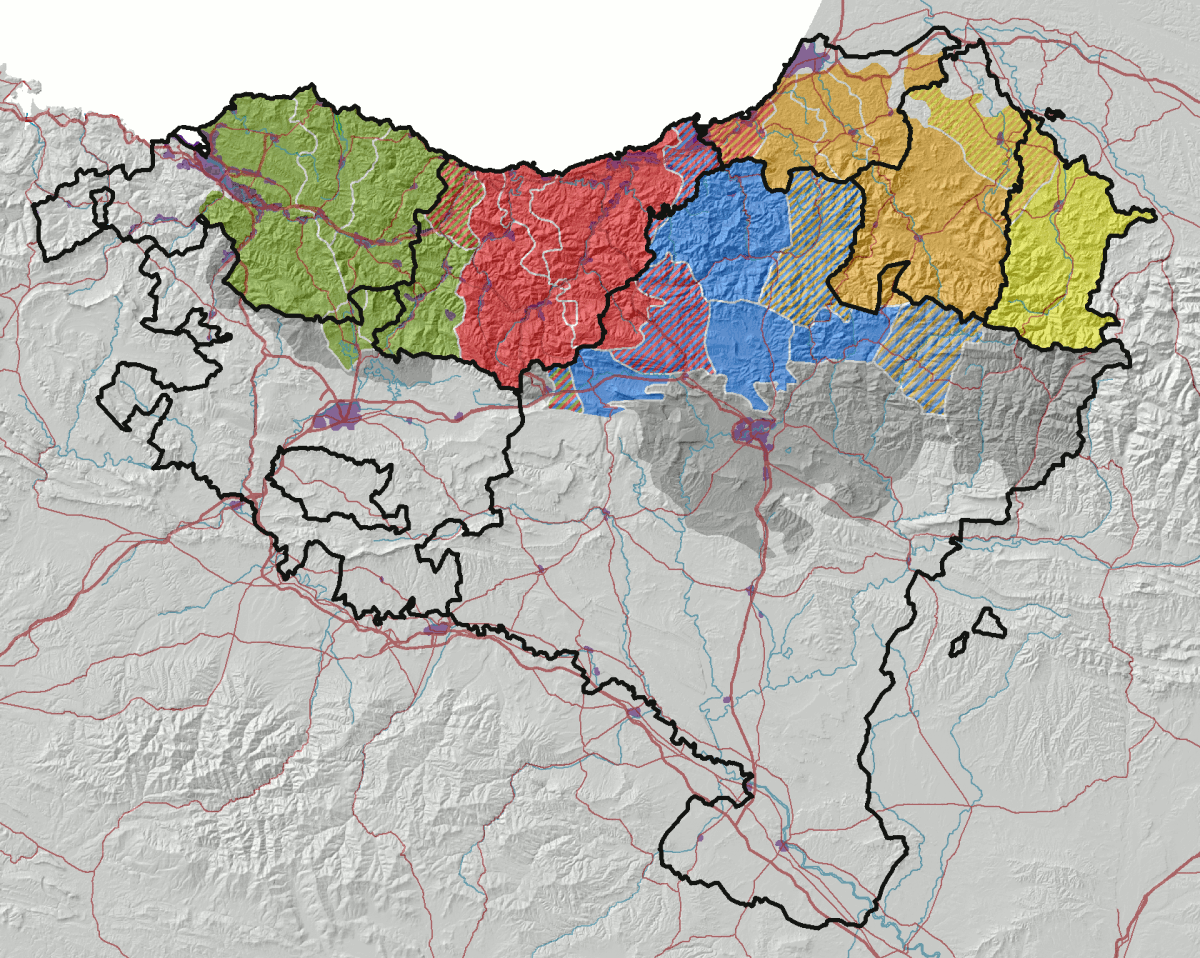
Dialetti del basco

La lingua basca ha origini pre-indoeuropee e le teorie che affermano il contrario sono ritenute carenti di solido fondamento. L'unica eccezione all'infondatezza di queste ipotesi è quella che mette in relazione l'euskara con l'antico aquitano, parlato nella regione immediatamente a nord dei Paesi Baschi, tramandato, tuttavia, da pochi ritrovamenti di iscrizioni funebri.
Anticamente, il suo ambito linguistico arrivò a coprire e interessare anche le zone di Aquitania, La Rioja e i Pirenei centrali. Pure il regno di Pamplona-Nájera occupò una buona parte dell’allora Spagna cristiana, nell'ambito dell'inizio della Reconquista.
Oggigiorno si tende a considerare il basco come l'unico idioma sopravvissuto di una famiglia preistorica di lingue parlate nell'Europa occidentale, estintesi quasi interamente con le invasioni di genti indoeuropee a partire dal XIII secolo a.C. e la conseguente propagazione di lingue indoeuropee.
Nei quasi quarant'anni di proibizione durante il regime franchista, con la conseguente persecuzione e criminalizzazione dei nomi e cognomi baschi e di chi la parlava, la lingua basca si ritrovò in pericolo di estinzione. Solo alla fine degli anni Sessanta il basco cominciò gradualmente e faticosamente a riprendersi. Nel 1966 viene legalizzata a Bizkaia l'Ikastola Azkue, la prima ikastola — scuola di lingua euskara — legalizzata dopo la guerra civile spagnola (la prima ikastola era stata fondata nel 1914, ma le scuole furono proibite durante la maggior parte della dittatura di Francisco Franco).
Con la transizione spagnola alla democrazia e l'emanazione della Costituzione spagnola nel 1978, seguita dall'Estatuto de Guernica, la lingua basca riprende la sua co-ufficialità nei Paesi Baschi spagnoli e nella zona settentrionale di Navarra, dove poco a poco è tornata a essere usata nella vita pubblica.

## Classificazione
L'unica lingua con cui il basco ha manifestato una parentela considerata certa e assodata è l'estinta lingua aquitana, con la quale costituisce la famiglia delle lingue vasconiche. Questo gruppo linguistico viene classificato come isolato, ovvero come un gruppo che non presenta alcun legame verificabile con altre famiglie linguistiche. Tutte le ipotesi sull'origine della lingua basca appaiono controverse, e le prove fornite non sono generalmente accettate dalla maggior parte dei linguisti. Il basco è quindi l'unica lingua pre-indoeuropea sopravvissuta nel continente europeo.
È stato osservato che il basco intrattiene circa un 10% di concordanze linguistiche con le lingue caucasiche settentrionali.

### Similitudini con i relitti del paleosardo
Alcuni studiosi, già a partire dagli anni Quaranta del XX secolo, trovarono alcune similitudini tra le radici lessicali basche e i relitti del paleosardo rinvenibili nella lingua sarda attuale. Fu Vittorio Bertoldi il primo ad accorgersi che la parola "agrifoglio" era praticamente identica nelle due lingue: golostri/kolostri (Eus.) / golostru/kolostru (Srd.). Il Bertoldi scrisse della possibile fratellanza delle due lingue in un saggio apparso su una rivista dell'epoca, organo della Société de Linguistique Romane. Anche Max Leopold Wagner, noto linguista tedesco, rilevò alcune somiglianze fra i due idiomi, in particolar modo relativamente a nove vocaboli. Ma è solo negli anni Duemila del XXI secolo che gli studi vengono approfonditi: il linguista catalano Eduardo Blasco Ferrer è il primo a indagare le relazioni tra le radici basche e i relitti paleosardi presenti nei toponimi della Sardegna, specialmente quelli più conservativi, concentrati nella parte centrale dell'isola. Nel 2017, il filologo basco Juan Martin Elexpuru pubblica un saggio in basco dove riprende e approfondisce le questioni sollevate da Blasco Ferrer. L'autore ha poi pubblicato, sul suo profilo su Academia.edu, un "riassunto" del libro con i punti salienti in lingua castigliana.

## Parlanti
Su una popolazione di 2 648 998 abitanti divisi tra le 7 province dei Paesi Baschi, il 27% sono bilingui (parlanti francese o spagnolo) e il 14,7% conoscono approssimativamente il basco, per un totale di 1 102 391 persone (714 136 persone sono i locutori bilingui attivi e 388 255 sono i locutori bilingui passivi). Dal punto di vista dell'euskara, gli abitanti dei Paesi Baschi si dividono in 3 grandi categorie, che sono:
1. I "bilingui attivi", che parlano due lingue, francese/basco o spagnolo/basco. Sono il 27%.
2. I "bilingui passivi", che capiscono ad un certo grado o leggono abbastanza il basco ma non lo parlano. Rappresentano il 14,7%.
3. I "monolingui non bascofoni", che conoscono solo lo spagnolo o il francese. Formano la maggioranza della popolazione col 58,4%.

Esiste una grande disparità tra il bilinguismo nelle diverse province basche. La Biscaglia ha 999 228 abitanti, dei quali il 25,4% (253 800) sono bilingui e il 17,8% (178 000) sono bilingui passivi. Gipuzkoa, con 602 206 abitanti, registra il più grande numero di locutori bascofoni (300 500), che corrispondono al 49,9% della popolazione e ha il 16,4% (98 800) che sono bilingui passivi. In Navarra (537 139) ci sono l'11,7% (62 800) di bascofoni, diffusi soprattutto nel nord e nel nord-ovest della provincia, e 7,5% di bilingui passivi (40 300). Álava, con 272 064 abitanti, ha 16,8% (45 700) di bilingui e 16,8% (45 700) di bilingui passivi. Il Labourd, con 205 778 abitanti, ha 16% di popolazione bilingue (32 900) e 8% di bilingui passivi (16 500). La Bassa Navarra e il Soule sono i territori meno popolati (32 582 in totale), con 52,1% di bilingui (17 000) e il 14,1% di bilingui passivi (4 600).

## Alfabeto
L'alfabeto basco è composto dalle 26 lettere dell'alfabeto latino base ISO, più il grafema ñ.
| Lettera | Nome in basco                         | Pronuncia          |
| --- | ------------------------------------- | ------------------ |
| A | a                                     | /a/                |
| B | be                                    | /b/                |
| C | ze* (e la sua variante Ç ze hautsia*) | /s/, /k/           |
| D | de                                    | /d/, /d̪/, /ð/      |
| E | e                                     | /e/                |
| F | efe                                   | /f/                |
| G | ge                                    | /g/                |
| H | hatxe                                 | ∅, /h/             |
| I | i                                     | /i/, /i̭/           |
| J | jota                                  | /j/, /x/, /ʝ/, /ɟ/ |
| K | ka                                    | /k/                |
| L | ele                                   | /l/                |
| M | eme                                   | /m/                |
| N | ene                                   | /n/                |
| Ñ | eñe                                   | /ɲ/                |
| O | o                                     | /o/                |
| P | pe                                    | /p/                |
| Q | ku*                                   | /k/                |
| R | erre                                  | /r/, /ɾ/           |
| S | ese                                   | /s̺/                |
| T | te                                    | /t/, /t̪/           |
| U | u                                     | /u/, /u̯/           |
| V | uve*                                  | /b/, /β/           |
| W | uve bikoitza*                         | /u̯/                |
| X | ixa                                   | /ʃ/                |
| Y | i grekoa*                             | /i/, /i̭/           |
| Z | zeta                                  | /s̻/                |
| * Necessario notare che le lettere C, Ç, Q, V, W e Y compaiono solo in parole straniere e che la F è presente solo in calchi o prestiti. |                                       |                    |

## Fonetica
|           |                     | Bilabiali | Laminari- dentali | Apicale- alveolari | Palatali o postalveolari | Velari  | Glottali |
| --------- | ------------------- | --------- | ----------------- | ------------------ | ------------------------ | ------- | -------- |
| Nasale    | Nasale              | m /m/     |                   | n /n/              | ñ, -in- /ɲ/              |         |          |
| Plosive   | Sorde               | p /p/     | t /t/             |                    | tt, -it- /c/             | k /k/   |          |
| Plosive   | Sonore              | b /b/     | d /d/             |                    | dd, -id- /ɟ/             | g /ɡ/   |          |
| Affricate | Sorde               |           | tz /ts̻/           | ts /ts̺/            | tx /tʃ/                  |         |          |
| Fricative | Sorde               | f /f/     | z /s̻/             | s /s̺/              | x /ʃ/                    |         | h ∅, /h/ |
| Fricative | (per lo più)1Sonore |           |                   |                    | j /ʝ~x/                  | j /ʝ~x/ |          |
| Laterali  | Laterali            |           |                   | l /l/              | ll, -il- /ʎ/             |         |          |
| Vibranti  | Polivibranti        |           |                   | r-, -rr-, -r /r/   |                          |         |          |
| Vibranti  | Monovibranti        |           |                   | -r- /ɾ/            |                          |         |          |

Alcune particolarità da tenere in conto:
- La lettera h è aspirata solo nelle zone settentrionali, mentre nel resto è muta.
- La pronuncia della j varia in base alle zone; può essere pronunciata come  /j/, come per lo spagnolo /x/, o /h/, nonché /ʝ/.
- Il basco fa distinzione tra le laminari e le apicali per quanto riguarda le fricative e affricate alveolari. Quindi le lettere z ed s vengono pronunciate rispettivamente /s̻/ e /s̺/: più chiaramente, la z corrisponde alla nostra s sorda italiana, mentre la s è una via di mezzo tra la nostra s sorda e il nostro gruppo sci (sh). Lo stesso discorso vale per le corrispondenti affricate tz e ts: tz va pronunciato come la nostra z sorda di informazione e ts si pronuncia tra una via di mezzo tra la nostra z sorda e la nostra c dolce.
- I gruppi ll e -il-, in e la lettera ñ seguono le stesse regole dello spagnolo e vengono quindi pronunciate rispettivamente come una laterale palatale e una nasale palatale. I gruppi tt e -it- vengono pronunciati come occlusive palatali, quindi come il nostro gruppo chi di chiesa (nell'IPA più frequentemente trascritto come k + j, come in [ˈkjɛza], in quanto la pronuncia è la stessa). Lo stesso vale per i corrispondenti gruppi sonori dd e -id- che vengono pronunciati come il nostro nesso ghi di ghisa, cioè [ˈɡiza].
- Non è presente il fonema v e nei nomi stranieri viene reso con b.

## Grammatica
Come già detto in precedenza, il basco è una lingua ergativo-assolutiva, il che significa che l'oggetto di un verbo transitivo e il soggetto di un verbo intransitivo vengono marcati allo stesso modo, appartengono cioè allo stesso caso, mentre il soggetto di un verbo transitivo viene marcato con il caso ergativo. Si consideri il seguente esempio:
Gizona etorri da. (pronunciato /ɡisona etori da/ e significante "l'uomo è arrivato")
Il verbo "arrivare" (etorri) è un verbo intransitivo; di conseguenza, il soggetto gizona, essendo assolutivo, non è marcato (il caso assolutivo in basco si riduce a un morfema zero).
Al contrario, nella frase Gizonak mutila ikusi du (pronunciato /ɡiˈsoˈnak muˈtiˈʎa iˈkuˈs̺iˈδu/ e significante "l'uomo ha visto il bambino"),
 il verbo "vedere" (ikusi) è un verbo transitivo; il soggetto è, quindi, marcato dal caso ergativo, esplicitato dalla desinenza -k.

### Sintassi
La sintassi basca è del tipo SOV, dunque il verbo è sempre posto alla fine della frase in contesto non marcato, cioè basico. Riprendendo l'esempio succitato, Gizona etorri da (sempre "l'uomo è arrivato") viene tradotto letteralmente come "l'uomo arrivato è".
Una regola fissa è che l'aggettivo, se possessivo, precede il nome; se qualificativo, lo segue:
nire izena lett. "mio nome"
neska polita lett. "ragazza bella".
Nella lingua basca l'articolo determinativo viene indicato con la desinenza -a attaccata alla fine del nome:
egun "giorno", ma eguna "il giorno". Se la parola finisce già in -a, come in neska "ragazza", essa viene lasciata invariata.(neska quindi equivale sia a "ragazza" che a "la ragazza")
L'articolo indeterminativo si indica anch'esso con la desinenza -a, perciò il contesto specificherà se si ha a che fare con un articolo determinativo o indeterminativo: autoa erosi dut ("ho comprato una macchina" / "ho comprato la macchina"), gaur autoa ekarri dut ("oggi ho portato la macchina", ma anche "oggi ho portato una macchina"). Tuttavia, a causa dell'influenza del castigliano, si è diffuso l'uso di bat, un determinante basco col significato di "uno, qualcosa": egun bat ("un giorno").
I verbi baschi vengono coniugati distinguendo sia il tempo che la persona (come in italiano) e vanno posti alla fine della frase.
Il basco possiede dodici casi, tra cui ricordiamo:
- -k indica l'ergativo;
- (morfema zero o ∅) indica l'assolutivo;
- -ra indica il moto a luogo;
- -an indica lo stato in luogo;
- -tik indica il moto da luogo;

ecc.

## Frasi
Esempio di un dialogo informale.
| Kaixo                             | Ciao                                  |
| Zer moduz (zaude)?                | Come stai?                            |
| Ondo, eta zu?                     | Bene e tu?                            |
| Ni ere bai                        | Anch'io                               |
| Nongoa zara?                      | Di dove sei?                          |
| Turingoa naiz                     | Sono di Torino                        |
| Eta zu?                           | E tu?                                 |
| Milangoa naiz                     | Sono di Milano                        |
| Zein lanbide duzu?                | Che lavoro fai?/ Cosa fai nella vita? |
| Ikaslea naiz                      | Sono uno studente                     |
| Zer taldetakoa zara?              | Di che squadra sei?                   |
| Torinozalea naiz / Torinikoa naiz | Sono tifoso del Torino                |
| Ondo, ondo                        | Bene bene                             |
| Agur / Adio                       | Arrivederci                           |
| Ikusi arte                        | Ci vediamo / Arrivederci              |
| Bai / Ez                          | Sì / No                               |
| Noski!                            | Certo! / Certamente! / Naturalmente!  |
| Topa!                             | Salute!                               |
| Egun on!                          | Buon giorno!                          |
| Arratsalde on!                    | Buona sera!                           |
| Gabon!                            | Buona notte! o (Buona serata)         |
| Egun ona izan!                    | Buona giornata!                       |
| On egin!                          | Buon appetito!                        |
| Zorte on! Eskerrik asko!          | Buona fortuna! – Grazie!              |
| Maite zaitut                      | Ti amo (o Ti voglio bene)             |
| Ongi etorri                       | Benvenuto/-i / Benvenuta/-e           |
| Mesedez                           | Per favore / Per piacere              |
| Eskerrik asko                     | Grazie!                               |

### Frasi avanzate
- Eup! = Ciao! (anche Ieup!, Aup! o Iep!, Iepele!, Aupa!)[14]
- Kaixo, aspaldiko! = Ciao, è da molto tempo che non ci vediamo
- Eskerrik asko... Ez horregatik = Grazie... Niente
- Ez dut ulertu = Non ho capito
- Ez dakit euskaraz = Io non parlo basco
- Badakizu ingelesez (hitz egiten)? = Parli inglese?
- Neska ederra (zara) / Mutil ederra (zara) = (Sei una) Bella ragazza / (Sei un) Bel ragazzo
- Zein da zure izena? / Nola duzu izena? = Come ti chiami?
- Pozten nau zu ezagutzeak = Felice di conoscerti
- Ongi etorri! = Benvenuto/-a! / Benvenuti/-e!
- Egun on denoi! = Buongiorno a tutti / a tutte!
- Baita zuri ere = Anche a te (ad es. dopo Kaixo o Egun on)
- Jakina! / Noski! = Sicuro! Va bene!
- Nongoa zara? = Da dove vieni?
- Non dago...? = Dov'è...?
- Badakizu euskaraz (hitz egiten)? = Parli basco?
- Bai ote? = Veramente?
- Bizi gara!!  = Siamo vivi!!
- Bagarela!!  = Ci siamo/stiamo arrivando!!
- Topa!  = Prosit![15]
- Geldi! = Fermati
- Utzi bakean! = Lasciami / Lasciateci in pace! (usato anche da Man Ray come titolo del suo film e della sua scultura)
- Kontuz! = Attenzione!

### Numeri
| 0         | zero                        |
| 1         | bat                         |
| 2         | bi                          |
| 3         | hiru                        |
| 4         | lau                         |
| 5         | bost                        |
| 6         | sei                         |
| 7         | zazpi                       |
| 8         | zortzi                      |
| 9         | bederatzi                   |
| 10        | hamar                       |
| 11        | hamaika                     |
| 12        | hamabi                      |
| 13        | hamahiru                    |
| 14        | hamalau                     |
| 15        | hamabost                    |
| 16        | hamasei                     |
| 17        | hamazazpi                   |
| 18        | hemezortzi / hamazortzi     |
| 19        | hemeretzi                   |
| 20        | hogei                       |
| 21        | hogeita bat                 |
| 22        | hogeita bi                  |
| 23        | hogeita hiru                |
| 30        | hogeita hamar (20+10)       |
| 31        | hogeita hamaika (20+11)     |
| 40        | berrogei (2×20)             |
| 50        | berrogeita hamar (2×20+10)  |
| 60        | hirurogei (3×20)            |
| 70        | hirurogeita hamar (3×20+10) |
| 80        | laurogei (4x20)             |
| 90        | laurogeita hamar (4x20+10)  |
| 100       | ehun                        |
| 200       | berrehun                    |
| 300       | hirurehun                   |
| 1000      | mila                        |
| 2000      | bi mila                     |
| 1 000 000 | milioi                      |
| maggiore  | handiago                    |
| minore    | txikiago                    |
| molti     | asko                        |

## Parole esempio
| Parola   | Traduzione  | Pronuncia standard |
| -------- | ----------- | ------------------ |
| terra    | lur         | lur                |
| cielo    | zeru, ortzi | séru, ortsi        |
| acqua    | ur          | ur                 |
| fuoco    | su          | shu                |
| aria     | haize       | (h)aisé            |
| uomo     | gizon       | ghisòn'            |
| donna    | emakume     | emàkumé            |
| mangiare | jan         | iàn / diàn' / hàn  |
| bere     | edan        | édan'              |
| grande   | handi       | (h)àndi            |
| piccolo  | txiki       | cichi              |
| notte    | gau         | gau                |
| giorno   | egun        | égun'              |
| parola   | hitz        | (h)its             |
| cifra    | zenbaki     | sèn'baki           |

## Esempio
Il Padre nostro in basco:
santu izan bedi zure Izena,

etor bedi zure erreinua,

egin bedi zure nahia,

zeruan bezala lurrean ere.

Emaguzu gaur

egun honetako ogia;

barkatu gure zorrak,

guk ere gure zordunei

barkatzen diegun bezala;

ez gaitzazu utzi tentaldian erortzen,

baina atera gaitzazu gaitzetik.

sia santificato il tuo nome,

venga il tuo regno,

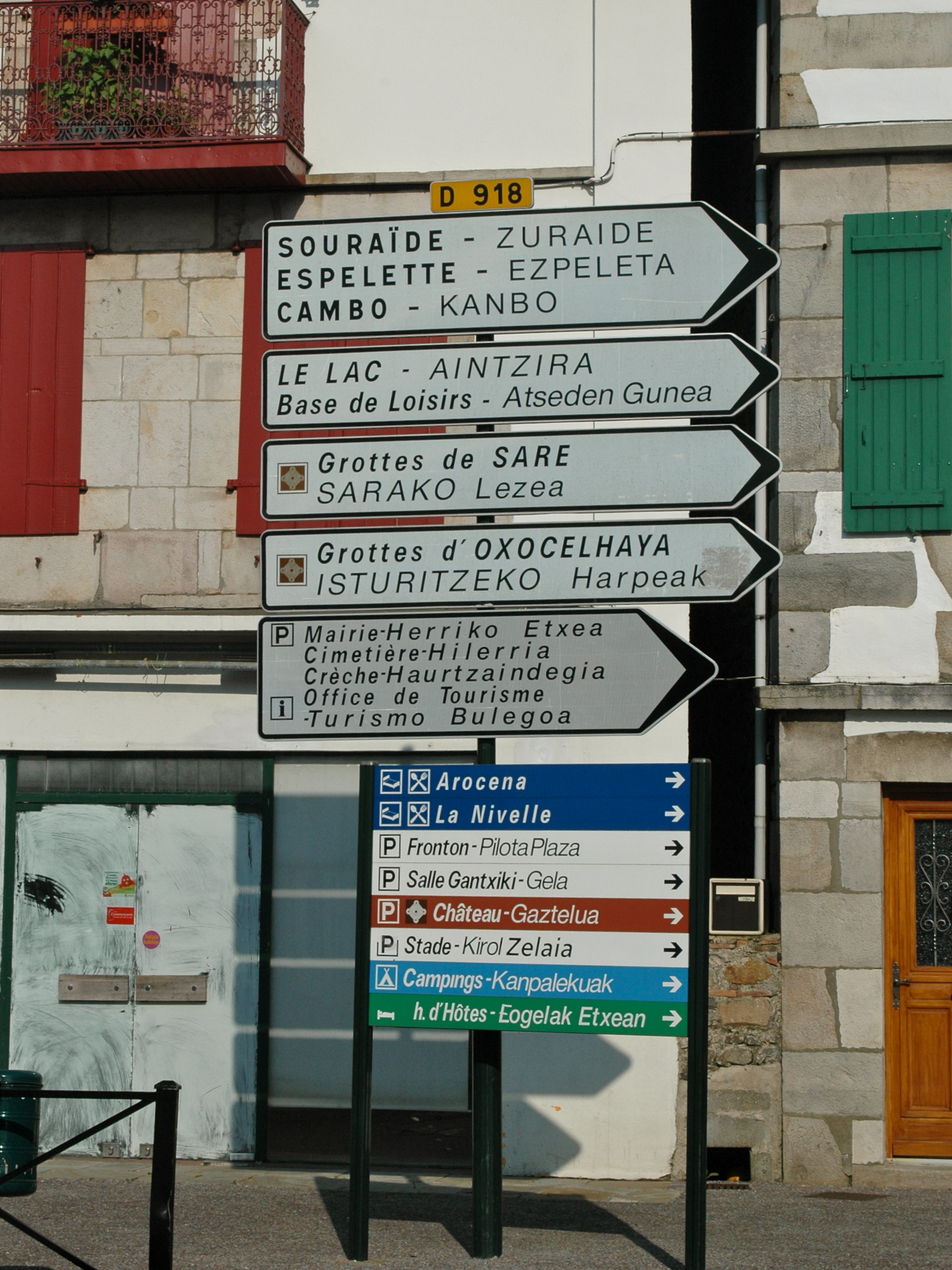
Segnaletica bilingue in francese e basco a Saint-Pée-sur-Nivelle/Senpere nel dipartimento dei Pirenei Atlantici in Francia

sia fatta la tua volontà, come in cielo così in terra.

Dacci oggi il nostro pane quotidiano,

e rimetti a noi i nostri debiti

come noi li rimettiamo ai nostri debitori,

e non ci indurre in tentazione,

ma liberaci dal male.